# Zamarada clavigera
Zamarada clavigera är en fjärilsart som beskrevs av Fletcher 1974. Zamarada clavigera ingår i släktet Zamarada och familjen mätare. Inga underarter finns listade i Catalogue of Life.